# Euxoa montana
Euxoa montana là một loài bướm đêm trong họ Noctuidae.